# Йомар Роча
Йомар Роча (ісп. Yomar Rocha, нар. 21 червня 2003, Бені) — болівійський футболіст, захисник клубу «Болівар» та національної збірної Болівії. Чемпіон Болівії.

## Клубна кар'єра
Йомар Роча народився 2003 року в департаменті Бені. Вихованець футбольної школи клубу «Болівар». Дорослу футбольну кар'єру розпочав 2021 року в основній команді того ж клубу, станом на червень 2024 року зіграв у його складі 48 матчів чемпіонату, та став у його складі чемпіоном Болівії.

## Виступи за збірні
З 2023 року Йомар Роча грає у складі молодіжної збірної Болівії. На молодіжному рівні зіграв у 7 офіційних матчах.
У 2024 році Роча дебютував у складі національної збірної Болівії. У складі збірної був учасником розіграшу Кубка Америки 2024 року у США Станом на кінець жовтня 2024 року зіграв у складі національної збірної 5 матчів, у яких забитими м'ячами не відзначився.

## Титули і досягнення
- Чемпіон Болівії (1):

«Болівар»: 2022